# الهدنة البحرية الدائمة
الهدنة البحرية الدائمة أو الهدنة البحرية بين القواسم والإنكليز 1835–1853 هي اتفاقيات جرت بين الإنكليز وشيوخ القبائل العربية في الخليج العربي.

## الهدنة البحرية في عام 1835
في يوم 21 مايو عام 1835 جرى في باسيدو التوقيع على أول معاهدة هدنة بحرية مؤقتة مدتها ستة أشهر بحضور الكابتن هينل. وقد وقع عليها شيخ القواسم سلطان بن صقر،  والشيخ شخبوط الأب الممثل الشخصي لخليفة  ابن شخبوط، زعيم بن ياس، وعبيد بن سعيد، وراشد بن حميد شيخ عجمان.
تضمنت هذه المعاهدة أربعة بنود وهي كالآتي:
- البند الأول: «في اليوم الثاني والعشرين من محرم لعام 1251 هجري، الموافق 21 مايو عام 1835ستتوقف جميع الأعمال الدعائية البحرية بين شعوبنا ورعايانا. وستقوم هدنة حتى تاريخ 29 رجب عام 1251 هجري، الموافق 21 نوفمبر 1835 وسيجري خلالها تأجيل كافة المطالب التي يطالب بها البعض تأجيلًا مؤقتًا.»
- البند الثاني: «إذا قام أحد رعايانا بأي عمل من أعمال العنف  في البحر ضد أي من رعايا الموقعين على هذه الهدنة، فإننا  سنقوم في الحال بدفع التعويض المناسب الحاصل عن هذا الضرر.»
- البند الثالث: «عند تعرض أحد رعايانا إلى اعتداء بحري من قبل رعايا الأشخاص الموقعين على هذه الهدنة، فلن نأخذ بالثأر، ولكننا سنتقدم بشكوى إلى المقيم البريطاني في بوشهر أو القائد العسكري في باسيدو لطلب تعويض عن الضرر ولإنزال العقوبة المناسبة. »
- البند الرابع: « ستكون هنالك محاولة لوضع صيغة معاهدة سلام دائم بين جميع الأطراف والتعهد بإبلاغ المقيم البريطاني أو قائد العمارة الإنكليزية مسبقًا بالعزم على استئناف الأعمال القتالية مع انقضاء فترة الهدنة.»

## الهدنة البحرية في عام 1843
في الأول من يونيو عام 1843م، جرى التوقيع على هدنه بحرية بحضور المقيم البريطاني هينل لمدة عشر سنوات وقد وقع على الاتفاقية الشيوخ: سلطان بن صقر عن قبيلة القواسم، وخليفة بن شخبوط عن قبيلة بن ياس، ومكتوم بن بطي عن البو فلاسا، وعبد الله بن راشد شيخ أم القيوين، وعبد العزيز بن راشد شيخ عجمان.
وقد جاء في الاتفاقية: إننا نتعهد  أمام الممثل الرسمي لبريطانيا بمراعاة الأمور التالية:
1. منع حدوث أي صدام مسلح لمدة عشر سنوات من أول يونيو عان 1843 حتى نهاية مايو عام  1853.
2. إنزال العقوبة بكل من يخل بالبند السابق بمجرد وصول معلومات إلى شيخ عن عمل هجومي.
3. يتعهد الشيوخ بإبلاغ المقيم البريطاني، أو قائد الحامية البريطانية في باسيدو عن الإجراءات المراد اتخاذها قبل تطبيق أي نوع من العقوبات كي تكون هذه الأعمال ملبية لتوجيها السلطات الإنكليزية وممثليها.
4. يتعهد الشيوخ بالعمل على تمديد هذه الهدنة بعد انتهاء مدتها وجعلها هدنة دائمة وفي حال الاختلاف على ذلك، يجري إبلاغ المقيم البريطاني العام بذلك مباشرة.

## معاهدة السلم الدائم في عام 1853
جرى توقيع معاهدة سلم دائم في البحر في الفترة من 4 إلى 9 مايو 1853، وقد وقع على هذه الاتفاقية: شيخ دبي سعيد بن بطي، وشيخ عجمان حميد بن راشد، وشيخ أم القيوين عبد الله بن راشد.
لم يكن نص المعاهدة طويلًا وقد اشتمل على ثلاث مواد وخاتمة وهي كالآتي:
- المادة الأولى: أشارة إلى وقف الحروب والمعارك البحرية بين الشيوخ الموقعين على هذه المعاهدة ومن يخلفهم. وذلك اعتبارًا من 25 رجب 1269 للهجرة،  الموافق 4 مايو 1853 للميلاد.
- المادة الثانية: تعهد الشيوخ بمعاقبة رعاياهم وذلك إذا ما قامو باعتداء على حياة أو أملاك رعايا الشيوخ الآخرين الموقعين على الاتفاقية.
- المادة الثالثة: نصت على أنه عند تعرض أي طرف من الأطراف الموقعة على المعاهدة  إلى هجوم من طرف آخر موقع على المعاهدة  فعلى الطرف المعتدى عليه ضبط النفس، وتقديم شكوى إلى المقيم البريطاني أو قائد البحرية البريطانية في باسيدو الذي عليه القيام بتحصين التعويض المناسب للطرف المتضرر بعد التأكد من وقوع الاعتداء.

في خاتمة المعاهدة أُشير إلى أنه جرى وضع مهمة مراقبة الأوضاع في البحر والتقيد بتنفيذ بنود المعاهدة على عاتق الحكومة البريطانية. وبعبارةً أخرى أكدت معاهدة عام 1853 على خضوع الشيوخ العرب بشكل فعلي للمقيم البريطاني والذي أصبح لديه الحق في معاقبة أو مسامحة كل من له ضلع بخرق السلام وتعكير الهدوء في البحر.